# 장딸기
장딸기(학명: Rubus hirsutus Thunb)는 장미목 장미과에 속하는 낙엽 소관목이다.

## 특성
한국 원산으로 제주도, 다도해의 여러 섬과 영남, 호남지방의 해안 산지나 들에서 자라며 높이는 20~60cm 정도이다. 잎은 어긋나는데 3~5개의 작은 잎으로 이루어진 깃꼴겹잎이다. 작은 잎은 달걀 모양인데 끝이 뾰족하고, 앞뒤로 털이 나며 가장자리에 톱니가 있다.  가지 끝에 5~6월에 지름 3~4cm 크기로 흰꽃이 핀다. 열매는 소형의 핵과이고 다수가 모여 지름 1cm가량 7~8월에 둥글게 여는데 붉은색으로 익으며 맛이 좋다.

## 사진

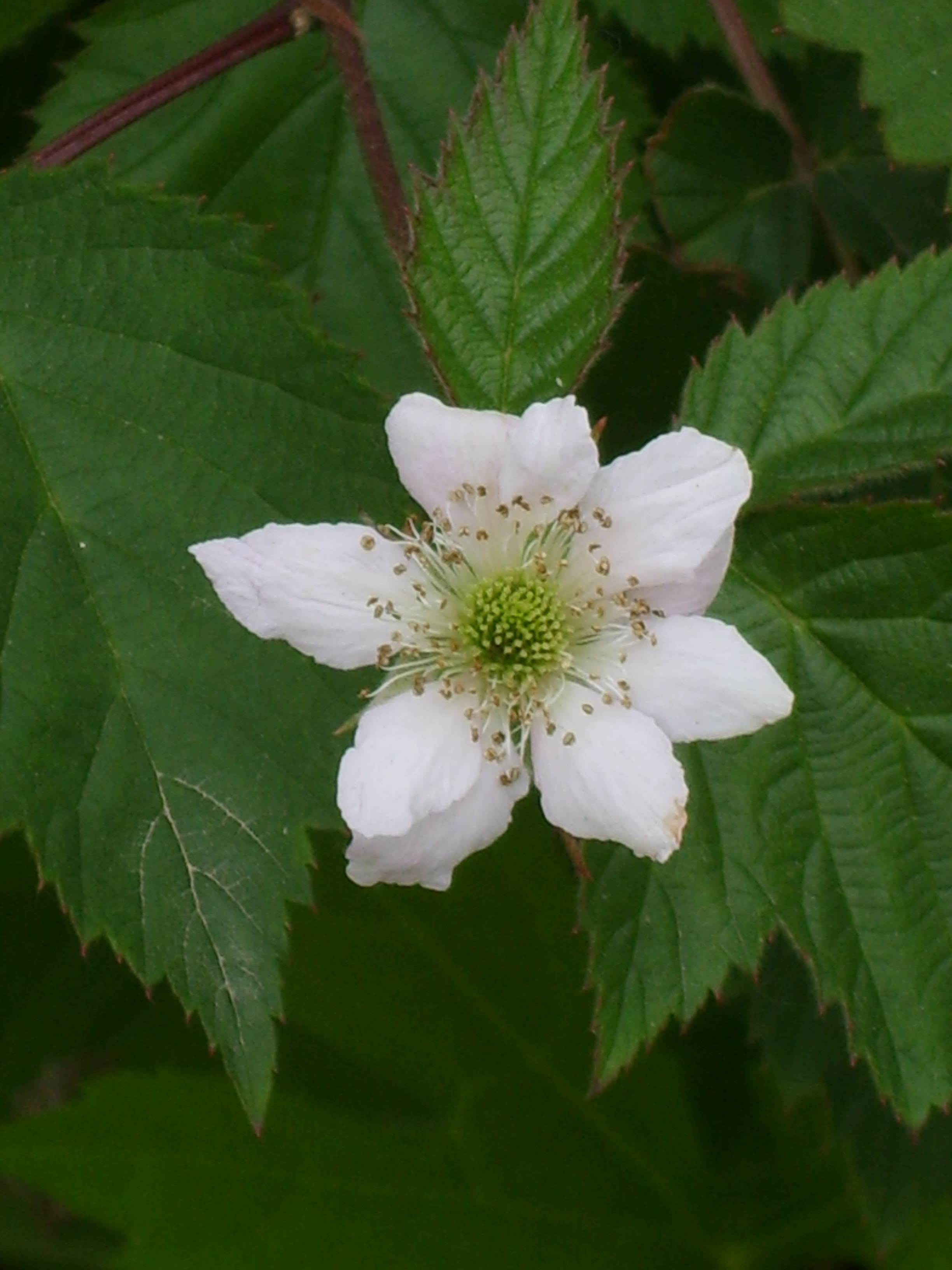
꽃
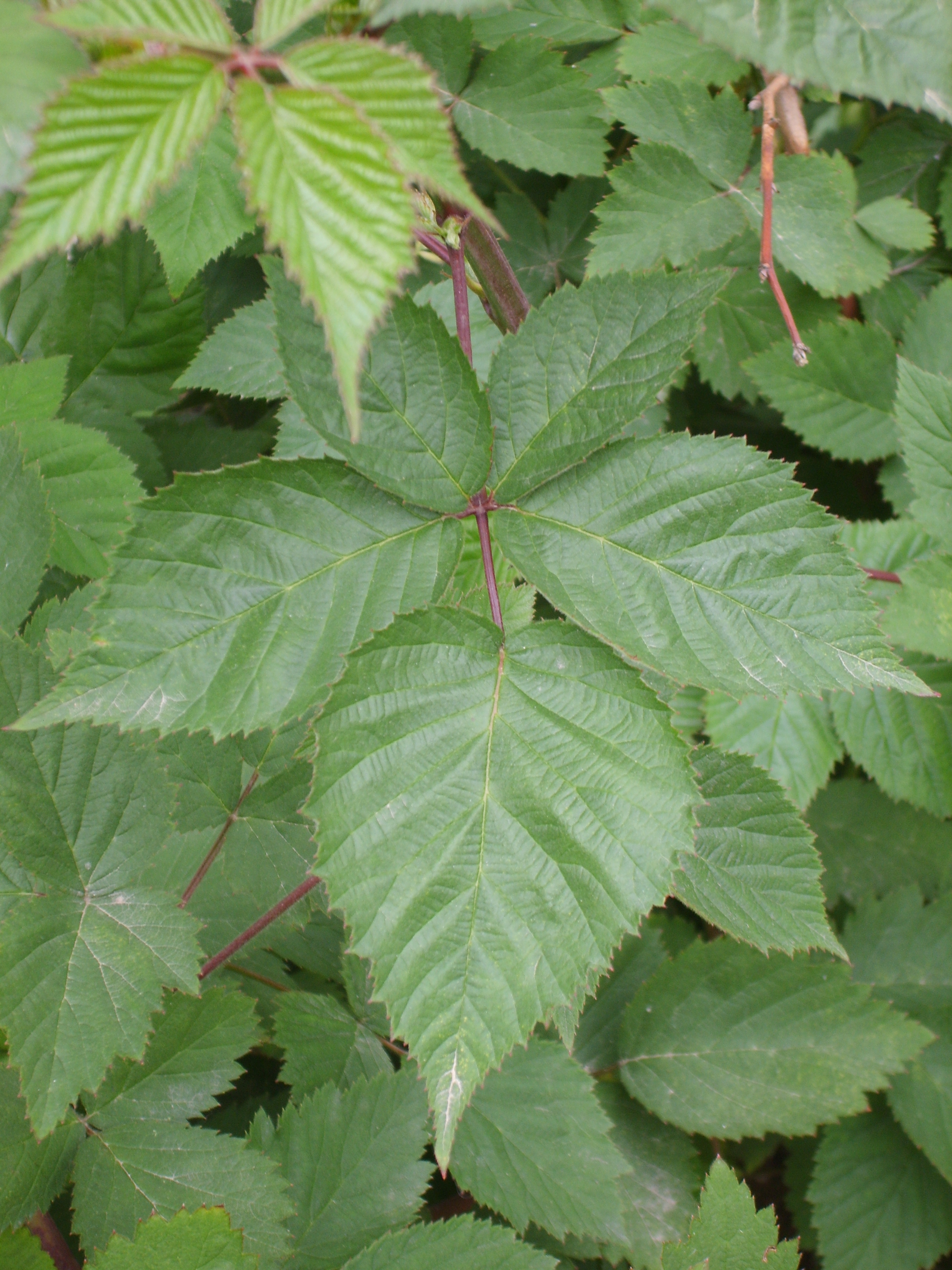
잎